# Ryū Shionoya

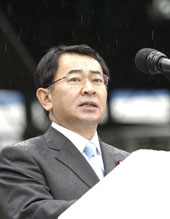
Ryū Shionoya

Ryū Shionoya (jap. 塩谷 立 Shionoya Ryū; * 18. Februar 1950 in Hamamatsu, Präfektur Shizuoka) ist ein ehemaliger japanischer Politiker. Er war zuletzt partei- und fraktionsloser Abgeordneter für den Verhältniswahlblock Tōkai im Shūgiin, dem Unterhaus der Nationalversammlung, bis 2024 war er Mitglied der Liberaldemokratischen Partei (LDP), darin der Abe-Faktion. Dem Shūgiin gehörte er mit Unterbrechungen von 1990 bis 2024 an, von 2008 bis 2009 war er Bildungsminister.

## Leben
Shionoya ist der Sohn des Shūgiin-Abgeordneten Kazuo Shionoya. Er studierte bis 1972 am Ambassador College in Pasadena, Kalifornien, 1974 machte er seinen Studienabschluss an der Abteilung Politikwissenschaften der Rechtswissenschaftlichen Fakultät der Keiō-Universität.
1990 wurde Shionoya im Wahlkreis Shizuoka 3 (4 Sitze) erstmals ins Shūgiin gewählt. 1995 war er parlamentarischer Staatssekretär in der Behörde für Management und Koordination. Nach der Einführung der Einpersonenwahlkreise kandidierte Shionoya bei der Shūgiin-Wahl 1996 im 8. Wahlkreis Shizuoka und verlor seinen Sitz. 1999 konnte er den Wahlkreis bei einer Nachwahl erstmals gewinnen, verlor ihn aber bei der Wahl 2000 wieder, und kehrte erst 2003 wieder ins Shūgiin zurück. 2009 und 2021 wurde er nur über den Verhältniswahlblock Tokai wiedergewählt.
2004 wurde er Staatssekretär (fuku-daijin) im Ministerium für Bildung, Kultur, Sport, Wissenschaft und Technologie (MEXT, engl. für das Kultus- & Wissenschaftsministerium), 2005 stellvertretender Vorsitzender des Komitees für Parlamentsangelegenheiten der LDP. 2007 war Shionoya stellvertretender Vorsitzender des politischen Forschungsausschusses (engl. PARC). Im Shūgiin gehörte Shionoya verschiedenen Ausschüssen an, von 2006 bis 2007 führte er den Vorsitz im Ausschuss für „Land, Infrastruktur und Verkehr“ (engl. für den Ausschuss für „Land & Verkehr“, kokudo-kōtsū-iinkai).
Im August 2008 berief Premierminister Yasuo Fukuda Shionoya als stellvertretenden Kabinettssekretär, einen Monat später ernannte ihn Fukudas Nachfolger Tarō Asō zum Minister für Bildung, Kultur, Sport, Wissenschaft und Technologie. Nachdem sein Kabinettskollege Nariaki Nakayama nach viertägiger Amtszeit wegen Ausfällen gegen die japanische Lehrergewerkschaft Nikkyōso zurückgetreten war, bot Shionoya der Nikkyōso – traditionell kritisch gegenüber der Bildungspolitik des MEXT – eine partnerschaftliche Zusammenarbeit an. Er kündigte auch Pläne für eine „Moralerziehung“ an japanischen Schulen an. Er blieb bis zum Rücktritt des Kabinetts Asō im September 2009 Minister.
Von 2011 bis 2012 führte Shionoya im LDP-Vorstand den Exekutivrat/Rat für allgemeine Angelegenheiten (sōmukai), von 2017 bis 2018 war er Vorsitzender des Wahlstrategiekomitees (senkyo taisaku iinkai).
Im Zuge des Skandals um schwarze Faktionskassen vor allem der Abe-Faktion verließ Shionoya als einer der Mitverwantwortlichen im April 2024 die LDP, bevor das parteiinterne Sanktionsverfahren zu einem Ergebnis kam. Anfang September 2024 kündigte er an, bei der nächsten, letztlich schon im Oktober 2024 durchgeführten Wahl, nicht mehr für eine Wiederwahl als Abgeordneter zu kandidieren und sich aus der aktiven Politik zurückzuziehen.